# Bataille de la Hennerie
Chouannerie
Batailles
- Liffré
- 1re Argentré
- Expédition de Quiberon
- Plouharnel
- Quiberon
- Segré
- 1er Rocher de La Piochais
- La Ceriseraie
- La Cornuaille
- 1re La Croix-Avranchin
- La Vieuville
- Boucéel
- 1re Saint-James
- 2e Rocher de La Piochais
- 2e La Croix-Avranchin
- Auverné
- Andigné
- Croix-Couverte
- Tinchebray
- L'Auberge-neuve
- Locminé
- Saint-Hilaire-des-Landes
- Val de Préaux
- Le Grand-Celland
- 2e Argentré
- Noyant-la-Gravoyère
- La Hennerie
- Saint-Aubin-du-Cormier
- Le Mans
- Nantes
- Saint-Brieuc
- Le Lorey
- Mont-Guéhenno
- La Tour d'Elven
- 2e Saint-James
- Les Tombettes
- Pont du Loc'h

La bataille de la Hennerie se déroule le 2 octobre 1799 pendant la Chouannerie. Elle s'achève par la victoire des chouans qui repoussent une colonne républicaine à Argentré.

## Prélude
Après avoir pris Louverné, l'Armée catholique et royale du Maine, commandée par Louis de Bourmont, se met en marche vers la Sarthe. Avertie, la ville de Laval forme une colonne avec sa garnison et sa garde nationale pour tenter d'intercepter les chouans. La troupe, commandée par le chef de bataillon Margeret, se porte en premier lieu sur Louverné, mais elle trouve le bourg évacué. Les républicains reprennent alors leur marche et trouvent finalement les chouans aux landes de la Hennerie, près du bourg d'Argentré, à la tombée de la nuit.

## Déroulement
Les républicains attaquent l'arrière-garde des chouans, qui rétrogradent pour engager toutes leurs forces. D'Hauterives donne avec les réserves, et François Logerais, dit Pimousse, attaque sur le flanc avec sa compagnie de Marigné. Débordés les républicains prennent la fuite après un combat d'une heure et demie. Les chouans les poursuivent jusqu'à la rue du Hameau, à Laval, malgré la résistance de quelques grenadiers qui tentent de couvrir la retraite. Les hommes de Bourmont se  portent ensuite au château de Hauterive, afin d'y passer la nuit.

## Pertes
Selon le Bulletin de l'armée royale du Maine, les pertes des républicains sont de 180 hommes, sans compter plusieurs prisonniers, 400 fusils et 20 chevaux, tandis que les pertes royalistes ne sont que de six tués et huit blessés. Dans son rapport au général Darnaud, le chef de bataillon Margeret reconnait que « beaucoup de monde manque à l'appel ». D'après l'historien Ferdinand Gaugain, les corps de 49 soldats républicains sont retrouvés après la bataille et enterrés dans divers villages.